# آتشفشان پوتانا
آتشفشان پوتانا (به اسپانیایی: Volcán Putana) یک کوه و آتشفشان در شیلی است که در استان سور لیپز واقع شده‌است. آتشفشان پوتانا ۵٬۸۸۴ متر بالاتر از سطح دریا واقع شده‌است.